# Shahu I

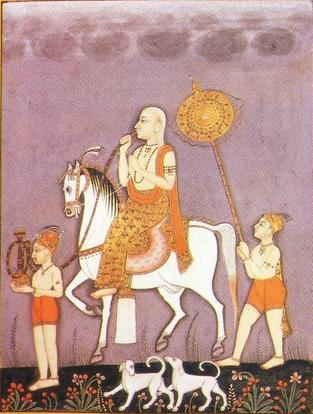
Miniatuur van chhatrapati Shahu te paard.

Shahu Sambhaji Raje Bhosale, Shahuji of Shahu (Mangaon, 18 mei 1682 - Satara, 15 december 1749) was chhatrapati of maharadja ("grootvorst") van het Maratharijk tussen 1708 en 1749. Hij was de zoon van chhatrapati Sambhaji, die in 1689 door de Mogols gedood was. Zijn jeugd bracht Shahu door als gevangene van Mogolkeizer Aurangzeb, die decennialang een uitputtingsoorlog tegen de Maratha's voerde. Toen Shahu in 1707 vrijgelaten werd, was dit om verdeeldheid onder de Maratha's te zaaien. Onder leiding van Shahu's rechterhand, de peshwa Balaji Vishwanath, werden de verschillende facties van de Maratha's echter verenigd en werd het Maratharijk van een degelijk bestuur voorzien. Dit stelde de peshwa in staat de provincies van het Mogolrijk op de Dekan en in Gujarat te annexeren. Toen de peshwa in 1720 stierf benoemde Shahu diens zoon Baji Rao als opvolger. De feitelijke macht in het Maratharijk was bij de peshwa komen te liggen. Gedurende de 18e eeuw zouden Shahu's opvolgers nog slechts een ceremoniële functie hebben.

## Levensloop

### Jeugd en gevangenschap
Shahu werd bij zijn geboorte de naam Shivaji gegeven, naar zijn grootvader. Hij was slechts 7 jaar oud toen zijn vader door de Mogols gevangengenomen en op gruwelijke wijze ter dood gebracht. Op dat moment leek de definitieve nederlaag van de Maratha's slechts een kwestie van tijd. In plaats van de jonge Shahu werd de halfbroer van zijn vader, Rajaram, tot nieuwe leider uitgeroepen. Deze werd in vermomming uit het fort van Raigarh gesmokkeld. Toen de troepen van Mogolkeizer Aurangzeb het fort innamen, werd wel Sambhaji's familie gevangennamen. De daaropvolgende 19 jaar groeide Shahu op als gevangene in het legerkamp van de Mogols, waar hij de bijnaam "Shahu" kreeg. Aurangzeb liet de prins goed behandelen, omdat hij hem later hoopte te kunnen gebruiken. Er werd bijvoorbeeld niet geprobeerd de prins tot de islam te bekeren en in 1703 werd hem toegestaan tweemaal te trouwen.
Rajaram stierf in 1700, na elf jaar continu verzet tegen de militaire overmacht van Aurangzeb te hebben geboden. Zijn weduwe Tarabai kreeg daarna de macht in handen. Zij zette haar minderjarige zoontje Shivaji II op de troon. Ook onder Tarabai bleven de verschillende facties van de Maratha's stug verzet bieden tegen de Mogols. In 1706 trok Aurangzeb zijn legers uit het hartland van de Maratha's terug naar Ahmednagar. De moraal onder de Mogols was laag. Men besefte dat de strijd tegen de Maratha's na bijna dertig jaar oorlog vrijwel niets opgeleverd had.

### Aanspraak op de troon
Toen Aurangzeb in 1707 stierf was zijn oudste zoon, prins Azam, de gedoodverfde opvolger. Om de troon te bestijgen moest hij wel zijn broers verslaan. Alvorens naar het noorden te trekken besloot prins Azam intrige te gebruiken om te voorkomen dat de Maratha's van de situatie gebruik konden maken. Hij liet Shahu vrij, in de hoop dat dit de Maratha's zou verdelen in twee kampen. Shahu werd uitgerust met voldoende manschappen en middelen om inderdaad zijn aanspraak op de troon kracht bij te zetten. Hij zou als onderkoning van de Mogols het recht op een deel van de belastinginkomsten in de Dekkan behouden. Wel nam prins Azam Shahu's vrouwen en moeder als gijzelaars mee naar het noorden.
Hoewel prins Azam niet veel later sneuvelde in de strijd met zijn broer, prins Muazzam, slaagde zijn opzet om de Maratha's te verdelen. Binnen een paar maanden had Shahu een aantal belangrijke groepen voor zich gewonnen en vormde hij een duidelijke bedreiging voor Tarabai. Ook zond hij een bode naar Delhi om zich trouw te zweren aan prins Muazzam, die zich onder de naam Bahadur Shah tot keizer had laten kronen. Shahu zond troepen om de nieuwe keizer bij te staan in een campagne tegen een andere broer, prins Kam Bakhsh, de gouverneur van Haiderabad. Hoewel de nieuwe keizer Shahu erkende als vazal, besloot hij het recht van belastingwinning op de Dekkan pas toe te zeggen als de twee facties van de Maratha's onderling bepaald hadden wie de rechtmatige heerser was.
Tarabai werd tot een militaire confrontatie gedwongen, omdat Shahu's kamp groeide, terwijl haar eigen kamp slonk. Haar belangrijkste raadgever, Dhanaji Jadhav, had echter in het geheim een van zijn klerken, Balaji Vishwanath, naar Shahu gezonden om te onderhandelen. Er volgde een veldslag bij Khed aan de rivier de Bhima, die door Shahu gewonnen werd. Daarna liepen de meeste van Tarabais bondgenoten over naar Shahu. Tarabai en haar troepen werd een veilige aftocht gegund uit Satara, de traditionele hoofdstad van de Maratha's. Op 22 januari 1708 werd Shahu daar uitgeroepen tot chhatrapati.

### Regering
Tarabai week met haar hofhouding uit naar Kolhapur, zodat het Maratharijk de facto in twee staten verdeeld werd. Nog steeds had Tarabai invloedrijke bondgenoten, die het Shahu lastig konden maken. Na de dood van Dhanaji Jadhav, de legerleider (senapati), liep zijn zoon en opvolger over naar Tarabai. Dankzij een combinatie van militaire overwinningen en intrige wist Balaji Vishwanath Shahu's tegenstanders echter een voor een te verslaan of uit de weg te ruimen. In 1712 vond aan het alternatieve hof een door Viswanath gesteunde coup plaats waarbij Shivaji II werd afgezet en zijn halfbroer onder de naam Sambhaji II tot radja van Kolhapur werd gekroond. Tarabai en haar zoon werden in Panhala gevangengezet. Een andere tegenstander, de admiraal Kanhoji Angria, die de hele noordelijke Konkankust beheerste, werd in 1713 door Balaji Vishwanath overgehaald Shahu als soeverein te erkennen.
In hetzelfde jaar werd Balaji Vishwanath tot peshwa (eerste minister) benoemd. Shahu en Vishwanath waren goede vrienden geworden en Shahu vertrouwde Vishwanath blindelings. De peshwa bleek een bijzonder capabel bestuurder die de facties van de Maratha's wist te verenigen en het rijk een degelijke administratie gaf. Nadat Shahu's interne vijanden verdreven of onderworpen waren, richtte Vishwanath zijn aandacht op het terugdringen van de macht van de Mogols. In 1719 wist hij een verdrag met de Mogols te sluiten dat de soevereiniteit van de Maratha's erkende en hen belastingrecht gaf over de hele Dekkan en in Gujarat. Het verdrag werd al snel geschonden, maar laat zien hoe sterk de verhoudingen veranderd waren.
Na de dood van Vishwanath in 1720 werd zijn zoon Baji Rao door Shahu tot opvolger benoemd. Deze was een al even handige en charismatische aanvoerder als zijn vader. In feite was de werkelijke macht in het Maratharijk in handen gekomen van de peshwa, die een eigen hof onderhield in Pune. Onder Baji Rao werden Gujarat en Malwa onderdeel van het Maratharijk. In 1738 nam Baji Rao ten slotte Delhi zelf in, waar hij de Mogolkeizer tot een vernederend verdrag dwong.
Toen Shahu in 1749 stierf, was het Maratharijk van een klein staatje tot het machtigste rijk van India uitgegroeid. Dit was echter gebeurd onder leiding van de peshwa's, die de militaire kunde en het charisma hadden dat Shahu zelf ontbrak. De peshwa's hadden dit echter niet kunnen bewerkstelligen als Shahu hen de militaire en staatkundige zaken niet had toevertrouwd. Hieruit blijkt zijn grote persoonlijk vertrouwen en mogelijk een opmerkelijk zelfinzicht.
Shahu had zelf geen kinderen. Hij had de zoon van Shivaji II, Rajaram II, geadopteerd als zijn opvolger. Rajaram II's aanspraak op de troon werd in twijfel getrokken door zijn veronderstelde grootmoeder Tarabai, die beweerde dat hij een bedrieger was.